# Afer M/V SAIGA
L'afer M/V Saiga va ser un conflicte internacional que va iniciar amb la persecució i captura per part de Guinea de l'embarcació anomenada M/V SAIGA amb pavelló de Saint Vincent i les Grenadines el 1997. L'afer es va portar en dues ocasions davant el Tribunal Internacional del Dret de la Mar (TIDM). Primer, una sol·licitud de prompta alliberació presentada per Saint Vincent i les Grenadines el 1997 i, segon, una resolució de controvèrsies sobre la qüestió de fons el 1998. Aquests dos van ser els primers casos del TIDM.

## Cronologia dels fets
El 28 d'octubre de 1997 el vaixell petrolier M/V SAIGA, amb pavelló de Saint Vincent i les Grenadines, va ser perseguit i detingut per les autoritats de Guinea amb l'acusació d'haver realitzat contraban en oferir combustible a les embarcacions de pesca situades a la seva zona econòmica exclusiva (ZEE). En aquesta operació dos membres de la tripulació van resultar ferits. El vaixell es va traslladar al port de Conakry on van desembarcar la càrrega i la tripulació. El 13 de novembre, Saint Vincent i les Grenadines va presentar una sol·licitud de prompta alliberació del vaixell, la tripulació i la càrrega al TIDM. La sentència es va dictar el 4 de desembre i s'ordenava la prompta alliberació de vaixells i les seves tripulacions, amb una fiança en 400 mil dòlars estatunidencs.
Guinea no va alliberar la tripulació ni el buc, sinó que va iniciar un procediment penal contra el capità del M/V SAIGA i va imputar responsabilitat civil a Saint Vincent i les Grenadines. Per la seva banda, Saint Vincent i les Grenadines va portar el cas al tribunal arbitral per tal que dictaminés sobre el fons de la qüestió. Seguidament, el Tribunal d'Apel·lació de Guinea va condemnar el capità a sis mesos de presó i va confiscar tant el vaixell com la seva càrrega.
El 20 de febrer de 1998 els governs d'ambdós estats van acordar acudir al Tribunal de Hamburg. Aquest va resoldre el segon cas el juliol de d'aquell any. Es va condemnar a Guinea per haver-se excedit en l'ús de la força i per haver violat els drets de Sant Vincent i les Grenadines en la detenció i captura del M/V SAIGA. Així mateix, imposava a Guinea pagar una indemnització de 2,1 milions de dòlars estatunidencs a Saint Vincent i les Grenadines.